# Zbigniew Krawczyk
Zbigniew Jan Krawczyk (ur. 27 grudnia 1948 w Krakowie) – polski trener piłkarski, a wcześniej piłkarz grający na pozycji pomocnika.

## Życiorys
Były piłkarz Wieczystej Kraków, Wisły Kraków, Lechii Gdańsk, Lecha Poznań oraz francuskiego RC Arras. Jako trener zdobył trzy medale mistrzostw Polski kobiet (dwa wicemistrzostwa, jedno trzecie miejsce) z Podgórzem Kraków.
Wychowanek Wieczystej szybko zaczął wyróżniać się podczas turniejów trampkarzy organizowanych przez KOZPN, czym zwrócił na siebie uwagę ówczesnych trenerów juniorów większych krakowskich klubów. Jego transfer do Wisły nie był tak oczywisty, ponieważ młody piłkarz grając w Wieczystej był w pewnym momencie dogadany z Cracovią.
Pierwszy piłkarz Lecha Poznań sprzedany poza Polskę.